# Myosorex kihaulei
Myosorex kihaulei és una espècie de mamífer de la família de les musaranyes (Soricidae). El seu hàbitat natural són les montanes i plantacions humides tropicals i subtropicals. Es troba amenaçada per la pèrdua d'hàbitat.